# Regizor de teatru

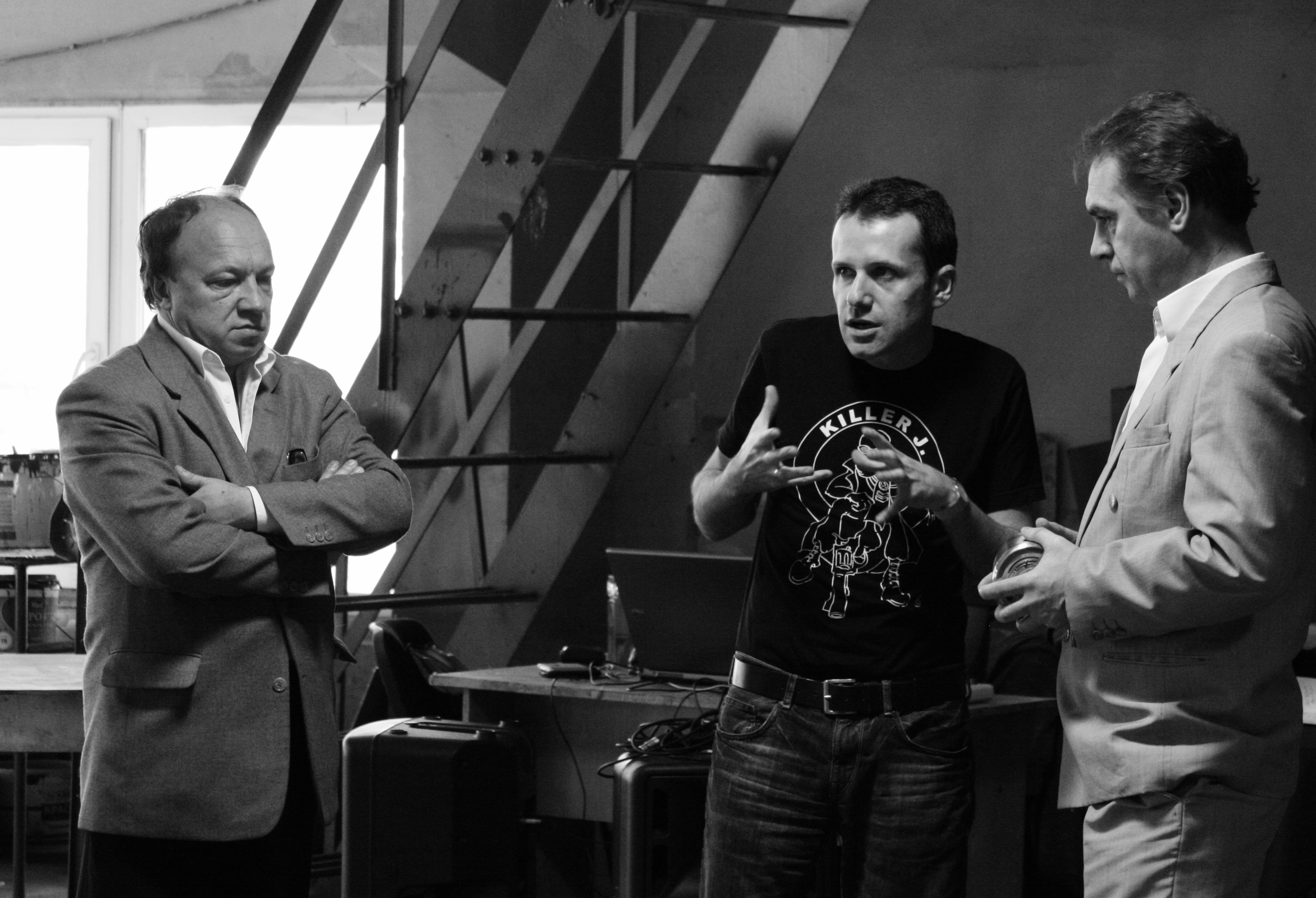
Regizor de teatru dând instrucţiuni

Regizorul de teatru este persoana responsabilă cu dirijarea și supravegherea punerii în scenă a unei piese de teatru. Obligațiile unui regizor de teatru țin de selectarea distribuției pentru toate rolurile, discutarea rolurilor cu actorii, oferirea sarcinilor colaboratorilor săi în realizarea produsului, elaborarea scenariului regizoral, avizarea schițelor de decoruri și costume, îndrumarea pe perioada repetițiilor. 

## Regizorul în istoria teatrului
În Grecia antică, locul de naștere al dramei europene, scriitorul a purtat principala responsabilitate pentru realizarea pieselor. Actorii au fost, în general, semi-profesioniști, iar regizorul supraveghea montarea pieselor, începând cu procesul de scriere și finalizând piesa propriu-zisă. Regizorul se ocupa de instruirea corului,  uneori compunea muzica și urmărea fiecare asegment al producției. Regizorul era numit didaskalos, din greacă "profesor". El se ocupa atât de instruirea actorilor cât și de jocul acestora pe scenă.